# لوانا ألونسو
لوانا ماريا ألونسو مينديز (ولدت في 19 مارس 2004) لاعبة سباحة باراغواينية تنافست في سباق 100 متر فراشة للسيدات في دورة الألعاب الأولمبية الصيفية 2020، وحققت أرقامًا قياسية باراغوايانية متعددة في سباقات الفراشة.
التحقت ألونسو بجامعة ساوثرن ميثوديست في يونيفرسيتي بارك، تكساس وفيرجينيا تك في بلاكسبرج، فيرجينيا، وكلاهما في الولايات المتحدة لدراساتها الجامعية حيث لعبت لصالح موستانج إس إم يو وفيرجينيا تك هوكيز على التوالي في الرابطة الوطنية لألعاب القوى الجامعية - الرابطة الوطنية لرياضة الجامعات القسم الأول للسباحة والغطس.

## أولمبياد باريس 2024
خلال دورة الألعاب الأولمبية الصيفية 2024، تنافست ألونسو في سباق 100 متر فراشة للسيدات، واحتلت المركز السادس في مجموعتها، والمركز التاسع والعشرين في الترتيب العام، وفشلت في التأهل إلى الدور نصف النهائي. مباشرة بعد سباقها، أعلنت ألونسو اعتزالها السباحة التنافسية. في 5 أغسطس، ورد أن رئيس بعثة باراغواي طلب من ألونسو مغادرة القرية الأولمبية لخلق "جو غير مناسب" حول الفريق. بدا أن تعليقات رئيس اللجنة الأولمبية الباراغوايانية في برنامج إذاعي باراجواياني تشير إلى أن قرار إبعاد ألونسو جاء بعد قيامها برحلة إلى ديزني لاند باريس. وفي الوقت نفسه، ذكرت صحيفة هوي الرقمية الباراغوايانية أن ألونسو تحدثت عن ترددها في تمثيل باراغواي في بث مباشر قبل الألعاب، وأعربت بدلاً من ذلك عن رغبتها في تمثيل الولايات المتحدة. في 6 أغسطس، تحدثت ألونسو عن طردها، مشيرة إلى أنها غادرت الألعاب بالفعل ولكنها فعلت ذلك بإرادتها الحرة.